# ژورف پروتو
ژورف پروتو (فرانسوی: Joseph Perotaux‎; ۸ ژانویهٔ ۱۸۸۳ – ۲۳ آوریل ۱۹۶۷) شمشیرباز اهل فرانسه بود.
وی در مسابقات کشوری و بین‌المللی در مجموع برندهٔ ۱ مدال طلا شده‌است.